# Waldemar Kophamel

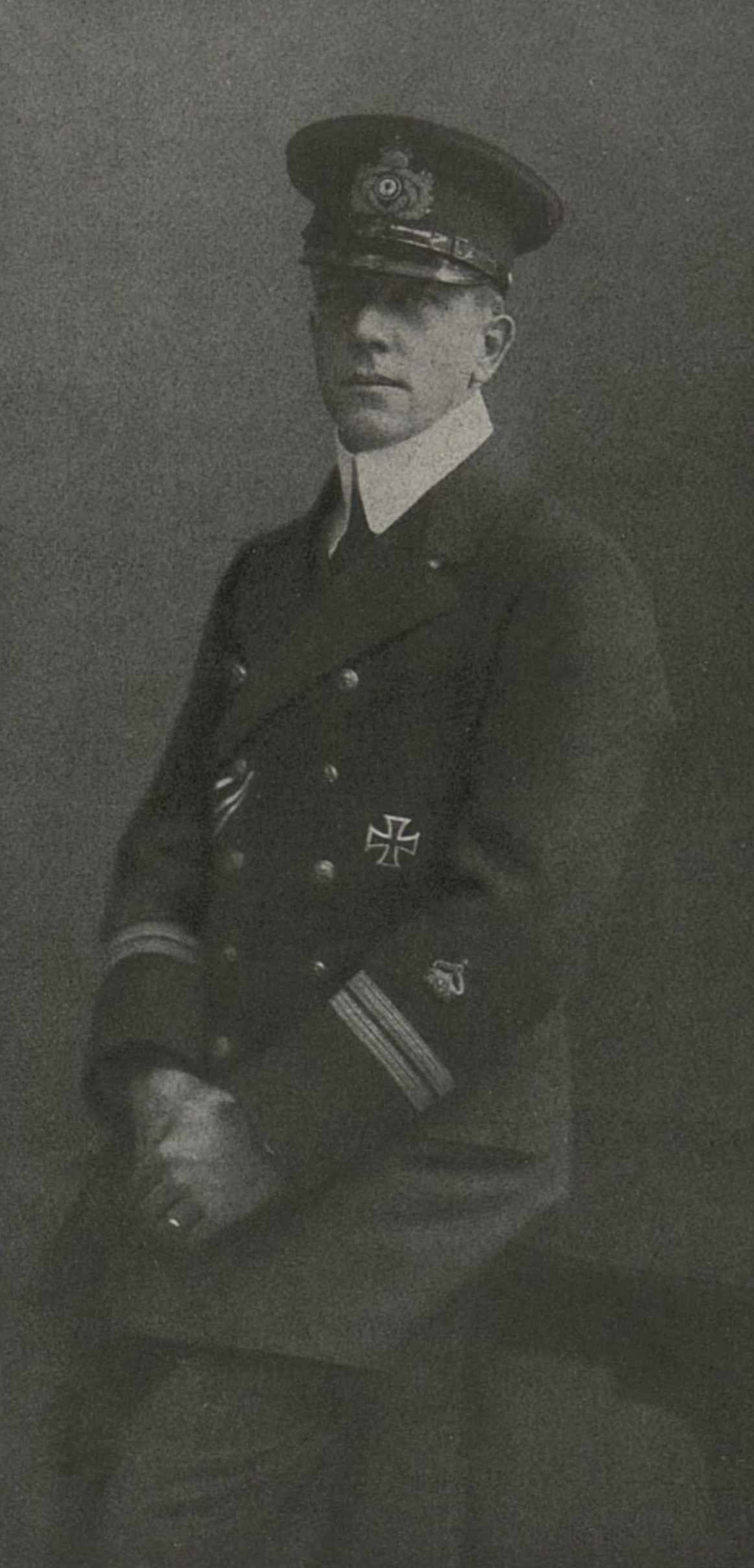
Waldemar Kophamel (Illustrirte Zeitung, 1918)

Waldemar Kophamel (* 16. August 1880 in Graudenz, Westpreußen; † 4. November 1934 in Plön) war ein deutscher Marineoffizier und U-Boot-Kommandant im Ersten Weltkrieg.

## Leben
Kophamel trat der Kaiserlichen Marine am 12. April 1898 bei und begann seine militärische Grundausbildung unter Fregattenkapitän Ehrlich auf dem Schulschiff Stosch. Die Ausbildungsfahrt führte nach Norwegen, Schottland, in das Mittelmeer, nach Nordafrika, Spanien und auf die Kanarischen Inseln. 1900 und 1901 nahm Kophamel an Spezialkursen zu den Themen Artillerie und Torpedoeinsatz teil. Außerdem erhielt er eine infanteristische Ausbildung.
Der erste Einsatz von Kophamel, der im September 1901 zum Leutnant zur See befördert wurde, erfolgte 1901/1902 auf dem Panzerschiff Kurfürst Friedrich Wilhelm. 1902 wurde Kophamel zur II. Torpedo-Abteilung in Wilhelmshaven unter Korvettenkapitän Franz von Hipper versetzt und erhielt mit dem Torpedoboot S 3 sein erstes eigenes Kommando. Nach einer Versetzung zur II. Torpedo-Boots-Flottille unter Korvettenkapitän Leberecht Maaß folgten weitere Verwendungen in wechselnden Dienststellungen auf Torpedobooten. 1904 diente der inzwischen zum Oberleutnant zur See beförderte Kophamel in der II. Marine-Inspektion Wilhelmshaven. 1905 fuhr Kophamel auf den Kleinen Kreuzern Niobe und Thetis. Die Einsätze führten nach Ostafrika.
1906 nahm Kophamel an den Erprobungsfahrten des ersten U-Bootes der Kaiserlichen Marine U 1 unter Kapitänleutnant Boehm-Bezing teil. Zwischen 1907 und 1910 wurde Kophamel erneut in der II. Marine-Inspektion eingesetzt, sammelte auf U 2 und U 9 weitere Erfahrungen mit der neuen U-Boot-Waffe. Kophamel erreichte 1908 den Dienstrang eines Kapitänleutnants.
1910 folgte ein Einsatz auf dem Großlinienschiff Westfalen unter Kapitän zur See Paul Behncke. Die Westfalen war Flaggschiff des I. Geschwaders unter Vizeadmiral Hugo von Pohl.
Von 1911 bis 1913 besuchte Kophamel die Marineakademie in Kiel. Danach diente er bis Oktober 1914 als II. Admiralstabs-Offizier (Asto) beim I. Geschwader auf dem Großlinienschiff Ostfriesland unter Kapitän zur See Engelhardt. Zu diesem Zeitpunkt war die Ostfriesland Flaggschiff des Geschwaders unter Vizeadmiral Wilhelm von Lans.

### Erster Weltkrieg
Nach Beginn des Krieges wurde Kophamel im Oktober 1914 zur U-Boot-Waffe versetzt und erhielt am 3. November das Kommando über U 35, das unter seinem und dem Kommando seines Nachfolgers Lothar von Arnauld de la Perière zum erfolgreichsten U-Boot der Kriegsgeschichte wurde. Kophamel behielt das Kommando über U 35 bis zum 17. November 1915. In dieser Zeit wurde das Boot in der Nordsee und im Mittelmeer eingesetzt und versenkte auf acht Feindfahrten 35 Schiffe mit zusammen 89.192 BRT.
Nach der Beförderung zum Korvettenkapitän übernahm Kophamel am 18. November 1915 das Kommando über die U-Flottille Pola, die in Pola und Cattaro stationiert war. Unter Kophamels Kommando standen 14 Flotten-, sechs UB- und 14 UC-Boote, die zwischen November 1915 und Juni 1917 insgesamt 746 Handelsfahrzeuge mit 1.809.884 BRT und 12 Kriegsschiffe mit zusammen 67.577 t versenkten.
Vom 21. Juli 1917 bis zum 26. Dezember 1917 übernahm Kophamel das Kommando über den Unterseekreuzer U 151 in Kiel. Auf einer Einsatzfahrt wurden 12 feindliche Schiffe mit zusammen 29.048 BRT versenkt. Am 29. Dezember 1917 wurde Waldemar Kophamel als 7. U-Boot-Kommandant mit dem Orden Pour le Mérite ausgezeichnet. Im März des letzten Kriegsjahres erhielt er das Kommando über den U-Kreuzer U 140, das er bis Kriegsende im November 1918 behielt. Auf einer Feindfahrt wurden sieben gegnerische Einheiten mit zusammen 30.612 BRT versenkt.
Auf insgesamt zehn Feindfahrten, die Waldemar Kophamel befehligte, wurden zusammen 54 Schiffe mit insgesamt 148.852 BRT Schiffsraum versenkt.

### Nach Kriegsende
Im Jahre 1920 war Kophamel Kommandant des Kleinen Kreuzers Straßburg. Er wurde am 31. August 1920 unter Verleihung des Charakters eines Fregattenkapitäns demobilisiert.
Waldemar Kophamel starb am 4. November 1934 in Plön.

## Ehrungen
Am 15. Mai 1939 lief das U-Boot-Begleitschiff Waldemar Kophamel der Kriegsmarine vom Stapel. Das Schiff wurde im Zweiten Weltkrieg eingesetzt und am 18. Dezember 1944 in Gotenhafen durch britische Fliegerbomben versenkt.

## Auszeichnungen
- Roter-Adler-Orden IV. Klasse[2]
- Preußische Rettungsmedaille am Bande[2]
- Eisernes Kreuz (1914) II. und I. Klasse[2]
- Ritterkreuz des Königlichen Hausordens von Hohenzollern mit Schwertern[2]
- Hanseatenkreuz Hamburg[2]
- Mecklenburgisches Militärverdienstkreuz I. Klasse[2]